# Хосе Антонио Рейес
Хосе Антонио Рейес Калдерон (на испански: José Antonio Reyes Calderón) е испански футболист, който играе като ляво крило. Той е играл за отборите Севиля, Арсенал, Реал Мадрид и Атлетико Мадрид, както и за испанския национален отбор. Роден е на 1 септември 1983 г. в Утрера, област Севиля.

## Кариера
Произхожда от циганско семейство от град Утрера, югоизточно от Севиля. Рейес се присъединява към младежките формации на Севиля на 10-годишна възраст. Неговият талант е оценен подобаващо, и той преминава през всички нива на младежките отбори на клуба. През 1999 г., едва 15-годишен подписва първия си договор с клуба. Две години по-късно Рейес прави дебют при мъжете, след като влиза като резерва в мач срещу Сарагоса. Същата година попада и в Младежкия национален отбор до 17 г.
Рейес играе като ляво крило или като втори нападател. Неговите 22 гола от 86 мача, в продължение на четири сезона за Севиля довежда до интерес от страна на други клубове.

### Арсенал
През януарския трансферен прозорец на сезон 2003-04, Рейес подписва с английския Арсенал, а трансферната сума е £ 20,5 милиона, като в зависимост от успеха на Арсенал, би могъл да нарасне до £ 35 милиона.
Прави дебюта си на 1 февруари 2004 за победата над Манчестър Сити. Два дни по-късно, вкарва първия си гол срещу Мидълзбро за Карлинг къп. Няколко дни по-късно, Рейес вкара два пъти и срещу Челси, този път за ФА Къп. Отново отбелязва срещу Челси в четвъртфинал от Шампионската лига на УЕФА.
В началото на 2005 г., въпреки че роднините му живеят с него в Англия, Рейес заявява на ръководството, че е обзет от носталгия, и желае да се завърне обратно в родната си Испания.
През юли 2005 г., спекулациите около напускане на Хайбъри временно утихват, след като Хосе подписва нов договор за още шест години.
През лятото на 2006 г., тогавашния кандидат за нов президент на Реал Мадрид - Артуро Балдасано (Arturo Baldasano), в своята предизборна кампания заявява пред медиите, че ако бъде избран, ще привлече в състава на „белия балет“ Сеск Фабрегас и Хосе Антонио Рейес.
Това вбесява мениджъра Арсен Венгер, който реагира на опитите на Реал Мадрид да отмъкне негов играч, като заявява, че това не е първият случай, когато агенти на „Кралския клуб“ използват средствата за масово осведомяване в Испания за дестабилизиращата си тактика спрямо неговия отбор.
Въпреки това, малко преди затварянето на летния трансферен прозорец през 2006 г., Реал и Арсенал се споразумяват да разменят като преотстъпени Рейес за бразилския голмайстор Жулио Баптища.

### Реал Мадрид
Рейес вкарва първия си гол за Реал Мадрид на 17 септември 2006 година след изпълнение на свободен удар срещу Реал Сосиедад.
На 8 юли 2007 Реал Мадрид назначава бившият треньор на Хетафе – Бернд Шустер, което увеличава шансовете на Рейес да подпише постоянен договор и да остане в Испания.
На 29 юли градските съперници от Атлетико Мадрид изненадващо изпреварват емисарите на Реал и отправят оферта към Арсенал за играча.

### Атлетико Мадрид
На 30 юли, Рейес, преминава медицински прегледи. На 31 юли официално е оповестено, че Хосе Антонио Рейес е новото попълнение на „дюшекчиите“ за следващите четири години. Смята се, че Арсенал ще получи € 12 милиона (£ 8,1 милиона) за трансфера. Рейес прави дебюта си за Атлетико в мач срещу Лацио, в който той вкарва гол за победата с 3:1 на ежегодния турнир в Амстердам. Рейес е имал и предишен успех в този турнир през 2004 г., докато играе за Арсенал.
Следва катастрофален сезон 2007-08 в Атлетико, в който Хосе Антонио Рейес отбелязва само един гол в 26 срещи. На 25 юли Олимпиакос отправят оферта към Атлетико Мадрид за привличане на нападателя. На 8 август, Рейес преминава за една година под наем в португалския Бенфика. Португалците също така закупуват 25% от правата му за сума от 2,65 милиона евро, а клауза в договора дава възможност за закупуване на останалата 75% за неназована сума.

### Бенфика
Представен е на 8 август, 2008 и прави дебюта си в приятелски мач срещу Фейенорд. Неговият дебютен гол за Бенфика е срещу Спортинг Лисабон на 28 септември, след асистенция на Пабло Аймар. Седмица по-късно Рейес бележи отново, този път срещу Наполи в първия кръг от турнира за Купата на УЕФА.

### Севиля
В началото на 2012 се завръща в Севиля.

## Национален отбор
Въпреки че е част от Националния отбор на Испания, старши треньорът Иняки Саес не взима Рейес на Евро 2004. До този момент нападателят редовно участва за Ла Фурия, като за 21 мача е отбелязал 4 гола. Рейес не е редовен титуляр и при новия наставник Луис Арагонес, който залага на другите нападатели от отбора – Фернандо Торес, Давид Виля и Луис Гарсия. Рейес играе на Световното първенство през 2006 г., но само в срещата срещу Саудитска Арабия.

## Успехи
- Севиля
  - Сегунда Дивисион – 2000/01
  - Лига Европа – 2013/14, 2014/15, 2015/16

- Арсенал
  - Английска висша лига – 2003/04
  - ФА Къп – 2005
  - Къмюнити Шийлд – 2004
  - Финалист Шампионска лига – 2005/06

- Реал Мадрид
  - Примера Дивисион – 2006/07

- Атлетико Мадрид
  - Лига Европа – 2009/10, 2011/12
  - Суперкупа на УЕФА – 2010
  - Купа Интертото – 2007

- Бенфика Лисабон
  - Купа на Португалия – 2009